# Franco Devescovi
Franco Devescovi (Trieste, 7 maggio 1943) è un fumettista italiano.

## Biografia
Dopo aver frequentato il Liceo Scientifico si iscrive alla Facoltà di Giurisprudenza, che abbandona al termine del servizio militare. Comincia la professione di fumettista alla fine del 1969, grazie allo sceneggiatore Glauco Verrozzi che lo introduce alle Edizioni Universo, per la quale illustra Il Monello e Intrepido fino al 1973.
In seguito passa al gruppo del Corriere della Sera, lavorando per il Corriere dei Ragazzi, dove ha modo di collaborare con autori del calibro di Alfredo Castelli, Mino Milani e Andrea Mantelli.
Nel 1975 ritorna alle Edizioni Universo, dove disegna le serie di Billy Bis, Cristall, Commissario Norton e Black Rider; nel 1984 decide di dedicarsi totalmente alla pittura, lavorando per il mercato tedesco.
Nel 1986 decide di ritornare a disegnare fumetti e  nel 1990 passa alla Sergio Bonelli Editore. Entra a far parte dello staff di disegnatori di Martin Mystère e realizza degli albi importanti, come Necronomicon (nº 103), L'ultimo mistero (127bis), Aria di Baker Street (nº129-130),Gli Uomini Corvo (nº158-159), Il mistero della Grande Mela (nº183-184), Il Libro di Kells (nº222-223), La scure incantata (nº242-243), Il gatto che sapeva leggere(nº270-271), Il castigo degli Elohim (nº283). Illustra, inoltre, tre albi di Zagor (nº 339, nº 340, nº 341), un albo di Mister No e l'Almanacco del West del 2008.